# Zamania
Zamania (o Zaminia) è una suddivisione dell'India, classificata come municipal board, di 28.885 abitanti, situata nel distretto di Ghazipur, nello stato federato dell'Uttar Pradesh. In base al numero di abitanti la città rientra nella classe III (da 20.000 a 49.999 persone).

## Geografia fisica
La città è situata a 25° 25' 60 N e 83° 34' 0 E e ha un'altitudine di 57 m s.l.m..

## Società

### Evoluzione demografica
Al censimento del 2001 la popolazione di Zamania assommava a 28.885 persone, delle quali 14.894 maschi e 13.991 femmine. I bambini di età inferiore o uguale ai sei anni assommavano a 5.279, dei quali 2.709 maschi e 2.570 femmine. Infine, coloro che erano in grado di saper almeno leggere e scrivere erano 16.958, dei quali 10.230 maschi e 6.728 femmine.